# Sim Jae-won
Sim Jae-won ((심재원?, 沈載源?); Daejeon, 11 marzo 1977) è un ex calciatore sudcoreano, di ruolo difensore.